# Srednji ordovicij
Srednji ordovicij  druga je od tri geološke epohe ili statigrafskih nizova na koje je podijeljeno razdoblje ordovicija. Obuhvaća vremensko razdoblje od prije 471,8 ± 1,6 do prije 460,9 ± 1,6 milijuna godina. Prethodi mu rani ordovicij, a slijedi mu kasni ordovicij.

## Podpodjela
Međunarodno povjerenstvo za stratigrafiju priznaje podjelu srednjeg ordovicija na dvije podepohe:
- darivilij (468,1 ± 1,6 - 460,9 ± 1,9 milijuna godina),
- dapingij (471,8 ± 1,6 - 468,1 ± 1,6 milijuna godina),

## Stratigrafska podjela i GSSP
Stratigrafski početak srednjeg ordovicija, podudara se sa slojevima dapingija i karakterizira ga pojava konodonta vrste Baltoniodus triangularis u geološkim slojevima. Gornja stratigrafska granica srednjeg ordovicija definirana je pojavom graptolita vrste Nemagraptus gracilis u geološkim slojevima.
Globalna stratotipska točka (eng. Global Boundary Stratotype Section and Point - GSSP), koju je Međunarodno povjerenstvo za stratigrafiju uzelo kao referentnu za srednji ordovicij je presjek Huanghuachang u kineskoj pokrajini Hubei, oko 22 km sjeverozapadno od Yichanga.